# Philip Vian
L'Almirall de la Flota Sir Philip Louis Vian GCB KBE DSO** (15 de juliol de 1894 – 27 de maig de 1968) va ser un oficial naval britànic que serví a les dues guerres mundials.
Vian s'especialitzà en artilleria naval des del final de la I Guerra Mundial, rebent diversos nomenaments com a oficial d'artilleria. A inicis de la dècada de 1930 va rebre el comandament d'un destructor, el HMS Active i, posteriorment, en diverses flotilles de destructors. Durant aquesta fase de la seva carrera, a inicis de 1940, comandà una força que alliberà mariners mercants britànics capturats del vaixell de subministraments alemany Altmark a Jøssingfjord i, posteriorment, la seva flotilla participà activament a l'acció final contra el cuirassat Bismarck.
Gran part del servei de Vian durant la guerra va ser a la Mediterrània, on completà un esquadró de creuers, defensà diversos combois crítics i liderà el suport naval a les invasions aliades de Sicília i Itàlia. Aquest servei de guerra va completar-se amb el comandament del component aeri de la Flota britànica del Pacífic, amb accions d'èxit contra els japonesos a Sumatra i al Pacífic occidental.
Després de la guerra, Vian serví al Regne Unit, com a Lord del Mar i com a Comandant en Cap de la Home Fleet. Es retirà el 1952 amb el rang d'Almirall de la Flota, dirigí diverses empreses comercials i va morir el 1968.

## Biografia
Vian era fill d'Alsager i Ada Vian, de Gibridge, Cowden Pound, Kent. S'uní a la Navy com a cadet al maig de 1907, estudiant a les acadèmies navals d'Osborne i de Darmouth. En acabar els estudis a Dartmouth el 1911, Vian i els seus companys s'embarcaren cap a les Índies Occidentals pel creuer d'entrenament a bord del vaixell d'entrenament HMS Cornwall, però aquest acabà embarrancant a Nova Escòcia a un escull que no apareixia a les cartes de navegació. El 1212, com a guardiamarina, Vian s'uní a la tripulació del cuirassat HMS Lord Nelson, que servia a la Home Fleet. Al maig del 1914 esdevingué sotstinent.

### I Guerra Mundial
En començar la I Guerra Mundial Vian continuà a bord del Lord Nelson, el qual en ser un vaixell obsolet es quedà a Portland, lluny de qualsevol perill. Això va ser decebedor per a Vian, però quan el vaixell va ser enviat a la Mediterrània, ell va ser enviat al que considerava un destí encara pitjor: entre octubre de 1914 i setembre de 1915 va servir a bord del HMS Argonaut, un creuer cuirassat que patrullava les aigües de l'Àfrica oriental, a la recerca del creuer alemany Karlsruhe. El gener de 1915 va ser confirmat com a sotstinent.
Descontent amb la manca d'acció a bord de l'Argonaut, Vian aprofità una promesa d'ajut de William Fisher, rebent un nou destí a bord del HMS Morning Star, un destructor classe M a l'octubre de 1915. A bord d'aquesta nau va ser espectador de la batalla de Jutlàndia, encara que el seu vaixell no va tenir un paper actiu. Promogut a tinent el 1917 (amb antiguitat de febrer de 1916), tingué dos nomenaments com a Primer Tinent als destructors HMS Ossory (setembre de 1916) i HMS Sorceress (desembre de 1917).

### Període d'entreguerres
Després de seguir diversos cursos d'artiller el 1916, 1918 i 1919 a la Reial Acadèmia d'Artilleria Naval (HMS Excellent), Vian obtingué un certificat en Artilleria de 1a classe a l'octubre de 1919. Malgrat estar destinat al servei amb la Missió militar britànica al sud de Rússia, va ser deixat a la Reial Marina Australiana per dos anys des de gener de 1920, servint com a oficial d'artilleria del HMAS Australia, llavors el vaixell insígnia australià.
En tornar a la Royal Navy, Vian va rebre diversos nomenaments com a oficial d'artilleria, primer, el gener de 1923, al cuirassat HMS Thunderer, que llavors servia com a vaixell d'entrenament per a cadets. Durant aquest nomenament va ser promogut a tinent comandant el 15 de febrer de 1924. El 1924 tingué dos nomenaments als creuers HMS Champion i al HMS Castor. Després d'una breu estada a l'acadèmia d'artilleria de Devonport, tornà al mar a bord del cuirassat HMS Emperor of India.
A això seguiren dos destins a l'exterior, també com a especialista en artilleria: primer al febrer de 1927 a bord del HMS Royal Sovereign a la Flota de la Mediterrània i; al novembre de 1927, a bord del HMS Kent, llavors el vaixell insígnia de l'estació de la Xina, on va ser promogut el 30 de juny de 1929 a comandant.
El 2 de desembre de 1929 es casà amb Marjorie Price, filla del coronel David Price Haig. Enmig de tots els seus nomenaments van poder gaudir d'una lluna de mel de 3 mesos a Suïssa. La parella va tenir dues filles.
Durant els dos anys següents, Vian tingué un nomenament a terra, a l'Almirallat de Londres, amb el Director de l'Estat Major d'Entrenament i Desenvolupament (DTSD), analitzant les estadístiques de les pràctiques d'artilleria. A continuació seguí un breu curs de tàctica a Portsmouth i el 1933 prengué el comandament del destructor HMS Active i una divisió a la 3a Flotilla de Destructors (part de la Flota de la Mediterrània). Durant aquest comandament van haver dos incidents que van comptar com a faltes per a Vian: els danys causats a l'Active a popa amb un dipòsit a Malta i la pèrdua d'un torpede del HMS Anthony
Malgrat aquests incidents, el comandant de Vian, l'almirall Sir William Fisher seguí ben disposat vers ell i no van tenir efecte sobre la seva carrera: Vian va ser promogut a capità el 31 de desembre de 1934. En tornar al Regne Unit a inicis de 1935 li comentaren per passar un temps a mitja paga, però la crisi d'Abissínia esclatà, rebent el comandament de la 19a Flotilla de Destructors, a bord del HMS Douglas, que havia estat activada des de la reserva per reforçar Malta.
Tornà al Regne Unit al juliol de 1935 al final de la crisi, assistint al Curs Tècnic per a Oficials Superiors, abans de tornar-se'n unit a la 19a Flotilla de Destructors. Al maig de 1936 passà a comandar la Primera Flotilla de Destructors, a bord del HMS Keppel, també a Malta. Al juliol, la 1a Flotilla tornà a Portsmouth. En ruta, però, els vaixells de Vian respongueren a una crida del cònsol britànic a Vigo per la protecció dels residents britànics en iniciar-se la Guerra Civil Espanyola. Els seus vaixells actuaren en diversos papers, incloent, després d'una discussió, l'evacuació dels residents britànics. Quan va ser rellevat per la Segona Flotilla de Destructors, els vaixells de Vian continuaren cap al Regne Unit.
Durant un període a la Reial Acadèmia Naval de Greenwich, Vian va rebre un inesperat nomenament com a capità d'insígnia del contraalmirall Lionel Wells a bord del HMS Arethusa, vaixell insígnia del Tercer Esquadró de Creuers, llavors part de la Flota de la Mediterrània. Vian preferia enormement els destins al mar i assumí el nou nomenament al març de 1937.

### Segona Guerra Mundial
Vian tornà al Regne Unit poc abans de l'esclat de la Segona Guerra Mundial. Havia de comandar els nois que es preparaven al HMS Ganges, però el nomenament va ser cancel·lat, passant a comandar l'11a Flotilla de Destructors. Aquesta flotilla va ser activada des de la reserva i consistia en 7 vells destructors classe V i W, a més del seu propi vaixell, el HMS Mackay, amb base primer a Plymouth i després a Liverpool, amb la missió d'escortar els combois de l'Atlàntic. Va tenir una batussa sense conseqüències amb un u-boat. Vian requeria un canvi en les polítiques, per tal d'operar des de la costa, el millor per comandar la seva flotilla.
A inicis de 1940 es traslladà de nou, aquesta vegada per comandar la 4a Flotilla de Destructors, els famosos destructors classe Tribal. El seu vaixell insígnia era el HMS Afridi, però quan aquest estava a port per revisió passava al HMS Cossack

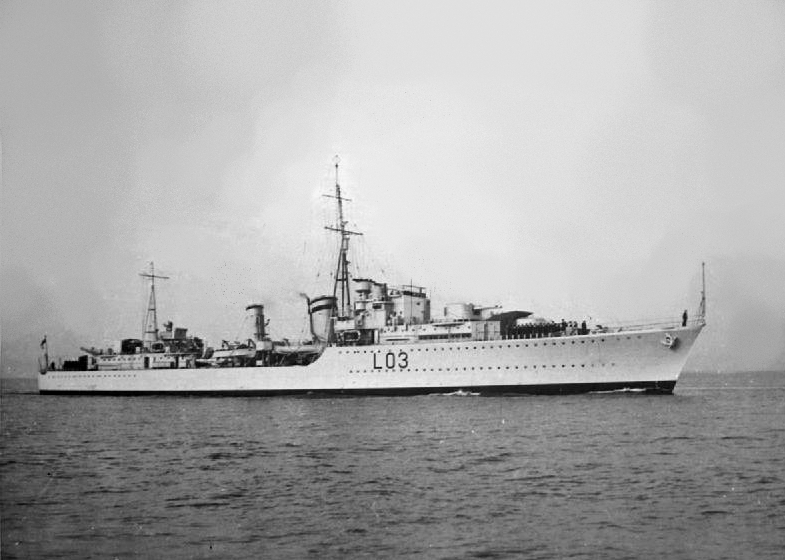
El HMS Cossack

#### L'incident de l'Altmark
Al febrer de 1940, la flotilla de Vian va rebre l'ordre de localitzar el petroler alemany Altmark. Es creia que aquest vaixell transportava uns 300 mariners mercants britànics capturats pel Admiral Graf Spee. Quan el van trobar, l'Altmark es trobava en aigües territorials noruegues, llavors neutral, escortat per dos torpediners noruecs. Després que les negociacions amb els noruecs fracassessin, Vian perseguó l'Altmark fins a Jøssingfjord, on va ser abordat i els captius van ser alliberats. Això era una violació de la neutralitat noruega; i van haver serioses protestes i l'incident ha estat senyalat com un factor que contribuí a la invasió alemanya de Noruega aquell any. En una etapa estàtica de la guerra, l'incident va ser àmpliament publicitat al Regne Unit, i Vian va ser condecorat amb l'orde del Servei Distingit.

#### Noruega
Els almenys envaïren Noruega el 9 d'abril de 1940 i Vian, ara a bord del Afridi, va haver de participar en diverses operacions contra la navegació alemanya en suport de les tropes aliades. El mateix 9 d'abril, els destructors de Vian escortaven dos creuers (el Southampton i el Glasgow a Bergen quan van caure sota un dur atac de la Luftwaffe. El HMS Gurkha quedà aïllat i resultà enfonsat.
Entre el 15 i el 17 d'abril, el Afridi assistí i protegí els desembarcaments de tropes britàniques a Namsos (operació Maurice, que era part d'un moviment en pinça per assetjar Trondheim. El Afridi posteriorment col·laboraria en l'evacuació de Namsos i el rescat del destructor francès Bison, durant les quals, el 3 de maig el Afridi va ser bombardejat i enfonsat; i els seus supervivents van ser rescatats pels destructors HMS Imperial i HMS Grenade. Vian va ser mencionat als despatxos per la seva participació en l'acció.

#### Operació DN
La nit del 13/14 d'octubre, Vian, de nou al HMS Cossack, i conjuntament amb el HMS Ashanti, Maori i Sikh, atacaren un petit comboi alemany a Egerö. Tot i que l'èxit de l'operació va ser limitat (només s'enfonsà un vaixell, i després va ser reflotat) Vian va ser condecorat amb una barra pel seu orde del Servei Distingit.

#### ElBismarck
El 22 de maig de 1941, Vian, a bord del HMS Cossack, amb diversos destructors, donà escorta addicional al comboi de tropes VS8B que es dirigia de Glasgow cap a l'oceà Índic. El 25 de maig els destructors de Vian (HMS Cossack, Maori, Sikh, Zulu and ORP Piorun) van ser destacats del comboi per unir-se a la recerca del cuirassat Bismarck. Eventualment, la flotilla de Vian participà en la destrucció del Bismarck. Mentre que la flota de batalla principal esperava per a la llum del dia, la flotilla, en una sèrie d'atacs nocturns, hostigaren la nau alemanya. Si bé no aconseguiren cap impacte en la foscor, les seves activitats fixaren la posició del cuirassat i negaren a la seva tripulació el molt necessari descans abans de la batalla decisiva el 27 de maig. Posteriorment, escortarien el HMS King George V de retorn a Escòcia. Vian rebria una segona barra pel seu orde del Servei Distingit les seves accions contra el Bismarck.

#### Spitsbergen (Svalbard)

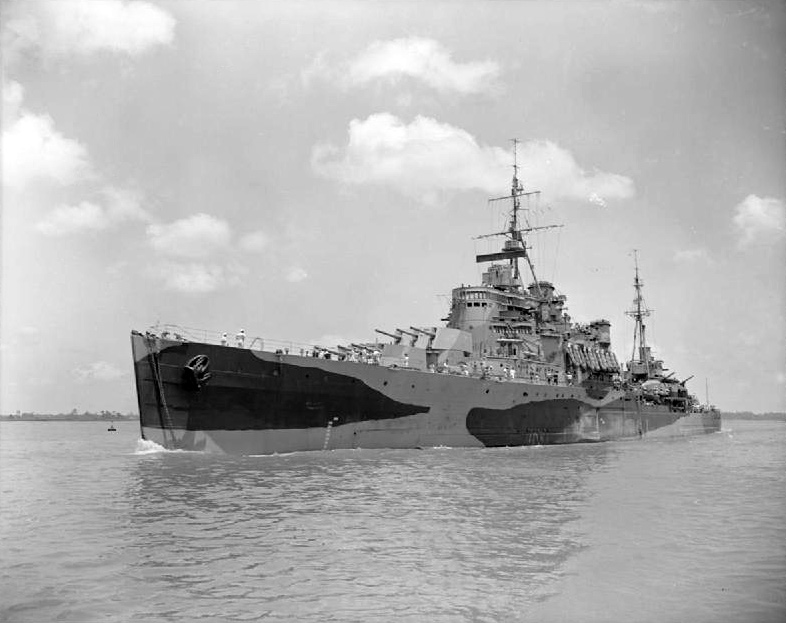
HMS Nigeria

Vian va ser promogut a contraalmirall al juliol de 1941, per una ordre especial del Primer Lord del Mar, Sir Dudley Pound. Durant els mesos de juliol i agost de 1941, Vian va estar encarregat en els enllaços amb la Marina Soviètica per posar-los a punt i per investigar les possibilitats d'una força naval britànica establerta a Múrmansk o a algun port proper. A la prèvia, ell aconsellà contra això, però al setembre de 1941, comandà la Força K, una força naval que donà suport a un atac anglo-canadenc a Spitsbergen. L'objectiu era eliminar qualsevol guarnició alemanya allà destinada (no n'hi havia cap), destruir les mines i els magatzems de carbó i evacuar els miners russos. Les tropes van ser embarcades a bord del RMS Empress of Canada, escortades per dos creuers de la Royal Navy, l'HMS Nigeria i l'HMS Aurora i tres destructors, l'Icarus, l'Anthony i l' Antelope, així com diversos vaixells més petits.
L'operació va ser un èxit i durant la travessia de tornada s'interceptà un comboi alemany, enfonsant-se el creuer d'entrenament alemany Bremse.

#### Mediterrània
A l'octubre de 1941, Vian va rebre el comandament del 15è Esquadró de Creuers (el vaixell insígnia era el HMS Naiad), estacionat a Alexandria. La principal tasca naval en aquella etapa de la campanya de la Mediterrània era assegurar la supervivència de Malta com a possessió britànica i base militar per la protecció dels combois de subministraments, alhora que evitaven que els combois italians poguessin portar subministraments a les seves tropes al nord d'Àfrica. Les tasques secundàries eren el subministrament i l'artilleria en suport de les accions militars aliades al nord d'Àfrica.
El primer comboi de Vian va ser al desembre de 1941 i comportà la primera batalla de Sirte. Aquesta va ser una sèrie de batusses entre les naus britàniques i italianes que escortaven els combois de subministraments. Al final, la lluita va quedar inconclossa, però ambdós bàndols aconseguiren lliurar els seus subministraments. Van haver diverses sortides en suport de l'exèrcit i per interceptar els combois italians. En una operació com aquesta, a inicis de març de 1942, el HMS Naiad, vaixell insígnia de Vian, va ser torpedinat i enfonsat per l'U-565. Vian traslladà el seu pavelló al HMS Dido i després al HMS Cleopatra.
Malta encara estava en un estat desesperat i un altre comboi (MG1) va ser enviat al març de 1942. aquest cop, la Regia Marina va fer un intent més decidit per interceptar el comboi (segona batalla de Sirte). La força de Vian, formada per creuers i destructors, usada com amenaça i amagant-se amb el fum, aconseguí entretenir prou temps els italians per tal que el comboi escapés. L'acció naval va ser vista com un èxit tàctic contra una força enemiga molt superior, tot i que el progrés del comboi va ser suficientment retardat com per fer-lo vulnerable als atacs aeris i els quatre transports van ser enfonsats amb totes les seves mercaderies. Malgrat això, Vian rebé una carta de felicitació de Winston Churchill i ell va ser fet Cavaller Comandant de l'orde de l'Imperi Britànic.
Al juny de 1942 la força de Vian escortà l'operació Vigorós, un comboi per Malta des de Haifa i Port Said. Formava part d'una seqüència de moviments, però va ser rebutjat per una conjunció de forces navals i aèries i va haver de tornar. Després d'aquesta operació fracassada, la salut de Vian es deteriorà i va ser enviat de tornada a Gran Bretanya al setembre de 1942: durant una etapa pel viatge per l'Àfrica occidental havia contret la malària i no estigué a punt per al servei fins al gener de 1943. Al gener va ser mencionat als despatxos pel «zel destacable, paciència i alegria i com a exemple de la devoció absoluta al deure que sense la gran tradició de la Royal Navy no hauria pogut portar a terme».

#### OperacionsHuskyiAllau
Les condicions físiques de Vian van ser considerades per autoritzar-lo a continuar el servei al mar, i a l'abril de 1943 va ser nomenat per l'estat major que planificava la invasió d'Europa. Possiblement, pel seu alleugerament, aquest destí accelerà el seu retorn a la Mediterrània per comandar (des del HMS Glengyle una força amfíbia per a la invasió aliada de Sicília al juliol de 1943
El setembre del 1943 comandà la Força V, una flotilla de portaavions escorta per donar suport als desembarcaments aliats a Salerno. La Força V estava formada pels portaavions d'escorta HMS Attacker, HMS Battler, HMS Hunter i HMS Stalker, així com el transport de manteniment HMS Unicorn, que actuà com un portaavions lleuger. El període previst hagué d'incrementar-se I, quan el general Mark Clark demanà que la Força V hauria de quedar-se malgrat la mancança de combustible, Vian replicà «Els meus portaavions seran aquí encara que hàgim de tornar remant».
Vian va ser citat en dues ocasions als despatxos, un cop per cadascuna de les operacions italianes.

#### Normandia
El novembre de 1943 Vian tornà al Regne Unit com a comandant de la Força J en preparació pel Dia-D i, el gener de 1944, va ser nomenat comandant de la Task Force Oriental (a bord del HMS Scylla en suport dels desembarcaments a Normandia del Dia-D. Va ser fet Company de l'orde del Bany als Honors de l'Aniversari del Rei, que coincidí amb les primeres etapes de la invasió. Després de l'èxit dels desembarcaments va ser fet Cavaller Comandant de l'orde del Bany, pel servei distingit en la planificació i execució dels desembarcaments.

#### Flota britànica del Pacífic
El novembre de 1944 Vian va ser promogut a vicealmirall i esdevingué comandant de les operacions aèries de la Flota britànica del Pacífic, sent l'oficial de bandera del 1r Esquadró de Portaavions i segon al comandament de tota la flota, a bord del HMS Formidable.
Les primeres operacions al nou comandament van ser contra les instal·lacions petroleres i portuàries japoneses a Sumatra (operacions Carlinga i Dintell). Aquestes operacions serviren per malmetre les capacitats de l'enemic, distreure la seva atenció del que passava a altres zones i per donar experiència les tripulacions britàniques i de la Commonwealth en les maneres de fer que haurien d'adoptar mentre treballessin amb els americans al Pacífic occidental. El portaavions americà USS Saratoga participà en els exercicis d'entrenament i a les dues primeres operacions. De nou Vian tornà a ser mencionat als despatxos per la seva valentia, habilitat i devoció al deure.
Un cop al Pacífic, la BPF operà com a Task Force 57 des del març de 1945, donant suport aeri a la invasió estatunidenca d'Okinawa. El seu paper era atacar les illes Sakishima, impedint les operacions aèries japoneses. Els portaavions de Vian eren molt resistents als atacs suïcides, tornant al servei actiu hores després.
El juliol del 1945 participaren en els atacs sobre el Japó i en la final rendició japonesa.

### Postguerra
Després de la rendició del Japó, Vian tornà finalment al Regne Unit i esdevingué Cinquè Lord del Mar, responsabilitzat de l'aviació naval entre 1946 i 1948, quan va ser promogut a Almirall. El seu darrer nomenament va ser com a Comandant en Cap de la Home Fleet, a bord del HMS Vanguard fins al seu retir al 1952. Va ser promogut a la Gran Creu de l'orde del Bany als Honors de Cap d'Any de 1952 i l'1 de juny de 1952 va ser promogut a Almirall de la Flota, un rar reconeixement per a un oficial que no havia arribat al capdamunt de la Royal Navy.
En retirar-se, Vian esdevingué director del Midland Bank i de la North British and Mercantile Insurance Company. També publicà les seves memòries, Action this day, el 1960.
Philip Vian va morir el 27 de maig de 1968 a la seva llar d'Ashford Hill, Hampshire. Està enterrat a la cripta de la catedral de Saint Paul de Londres.

## Historial militar

### Dates de Promoció
- Guardiamarina - 1912
- Sotstinent – 1916
- Tinent - 05/07/1916 (antiguitat de 15/02/1916
- Tinent Comandant - 15/02/1924
- Comandant - 30/06/1929
- Capità – 31/12/1934
- Contraalmirall - 08/07/1941
- Vicealmirall – 08/05/1945
- Almirall - 26/09/1948
- Almirall de la Flota – 01/06/1952 (retirat 01/06/1952)

### Condecoracions
Gran Creu de l'orde del Bany – 1/1/1952
 Comandant – 25/7/1944 (desembarcament de Normandia)
 Company – 8/6/1944
 Cavaller Comandant de l'orde de l'Imperi Britànic – 31/3/192 (combois de Malta)
 Orde del Servei Distingit amb dues barres:
 Orde del Servei Distingit – 12/4/1940 (incident d'Altmark)
 1a barra – 3/12/1940 (operació DN)
 2a barra – 14/10/1941 (acció contra el Bismarck)
 Estrella de 1914-15
 Medalla Britànica de la Guerra 1914-20
 Medalla de la Victòria de 1914-1918
 Estrella de 1939-45
 Estrella de l'Atlàntic amb barra "França i Alemanya"
 Estrella d'Àfrica
 Estrella d'Itàlia
 Estrella del Pacífic
 Medalla de la Guerra 1939-1945
 5 Mencions als Despatxos: 19/7/1940 (retirada de Namsos), 1/1/1943, 21/12/1943 (operació Husky), 23/5/1944 (operació Avalanche), 1/5/1945 (operació Meridià)
 Legió d'Honor (França)
 Creu de Guerra 1939-1945 (França)
 Medalla del Servei Distingit a la Marina (Estats Units) – 13/8/1946 (servei amb la 5a Flota)
 Comandant de la Legió del Mèrit (Estats Units) – 17/7/1945 (desembarcament de Normandia)
 Medalla de Sant Olav amb Branca de Roure (Noruega)
 Orde de Dannebrog (Dinamarca)